# Anthoceros chungii
Anthoceros chungii là một loài rêu trong họ Anthocerotaceae. Loài này được Khanna mô tả khoa học đầu tiên năm 1938.